# Geertgen tot Sint Jans

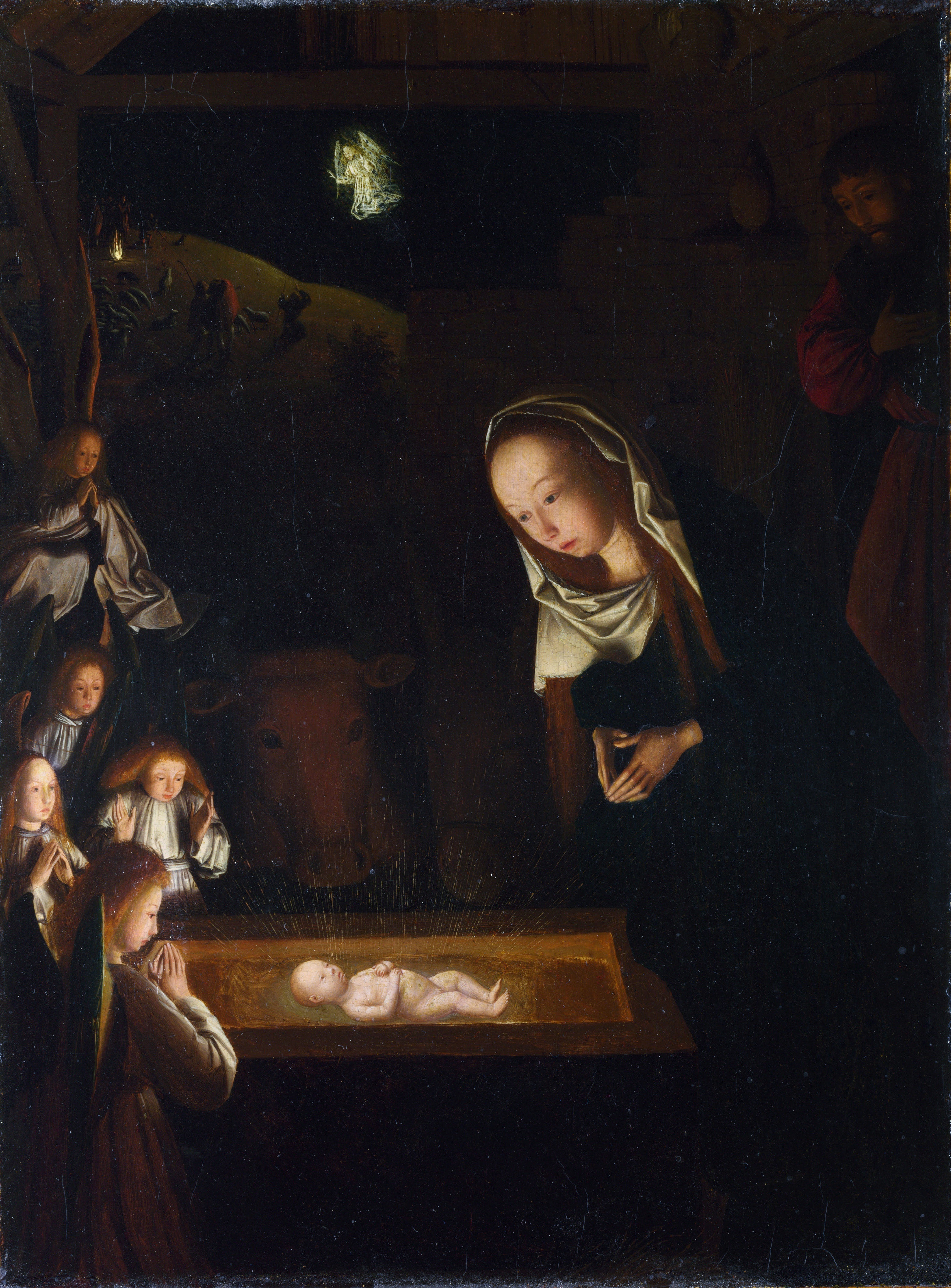
Boże Narodzenie, koniec XV w., National Gallery, Londyn

Geertgen tot Sint Jans (ur. ok. 1465, zm. ok. 1495) – malarz niderlandzki, znany także jako Gerrit Gerritsz, Geertgen van Haarlem lub Gerrit van Haarlem. Jego biografia nie jest dokładnie znana. Urodził się około 1465, prawdopodobnie w Lejdzie. Być może był uczniem Alberta van Ouwatera i żył przez wiele lat w klasztorze joannitów w Haarlemie, mimo że nie należał do zakonu. Przypuszcza się, że umarł około roku 1495 w Haarlemie. Według biografa Karela van Mander umarł w wieku 28 lat i został pochowany w klasztorze.
Przy dość konwencjonalnym traktowaniu układu i malarskiej charakterystyki postaci, był on pejzażystą organizującym w sposób nowatorski iluzję przestrzenną przez operowanie światłem. W jednym z obrazów, Adoracji Dzieciątka, leżące nago w kołysce Dzieciątko staje się źródłem światła określającym formy w obrazie.
Zajmował się olejnym malarstwem tablicowym. Przypisuje mu się kilkanaście dzieł.

## Twórczość
- Pokłon Trzech Króli – ok. 1480, olej na desce, 29,3 × 18,9 cm, Cleveland Museum of Art;
- Pokłon Trzech Króli – ok. 1480, deska 111 × 69 cm, Galeria Narodowa w Pradze;
- Drzewo Jessego – 1480–1490, Rijksmuseum, Amsterdam;
- Spalenie szczątków św. Jana Chrzciciela – ok. 1484, 172 × 139 cm, Muzeum Historii Sztuki w Wiedniu;
- Opłakiwanie Chrystusa – ok. 1485–1490, olej na desce, 175 × 139 cm, Muzeum Historii Sztuki w Wiedniu;
- Madonna z Dzieciątkiem i Rodziną – 1485–1490, olej na desce 137,5 × 105 cm, Rijksmuseum, Amsterdam;
- Święte pokrewieństwo lub Madonna z Dzieciątkiem i Rodziną – ok. 1485–1496, olej na desce, 137,5 × 105 cm, Rijksmuseum, Amsterdam;
- Pokłon Trzech Króli – ok. 1490, olej na desce, 90 × 70 cm, Rijksmuseum, Amsterdam;
- Gloryfikacja Matki Boskiej – ok. 1490–1495, olej na desce, 24,5 × 18,1 cm, Museum Boijmans Van Beuningen, Rotterdam;
- Święty Jan Chrzciciel na pustkowiu – 1490–1495, deska, 42 × 28 cm Gemäldegalerie Berlin;
- Boże Narodzenie – koniec XV w., olej na desce dębowej, 34 × 25,3 cm, National Gallery w Londynie;
- Ukrzyżowanie ze św. Hieronimem i św. Dominikiem – koniec XV w., olej na desce, 24,4 × 18,4 cm, National Gallery of Scotland;
- Madonna z Dzieciątkiem – tempera na pergaminie, 12 × 9 cm, Pinakoteka Ambrozjańska, Mediolan;
- Vir Dolorum – ok. 1495, deska 24,5 × 24 Aartsbisschoppelijk Museum, Utrecht.